# HD 205087
HD 205087，又名BD+22 4418，SAO 89786、HR 8240，是一颗恒星，视星等为6.7，位于銀經74.62，銀緯-20.29，其B1900.0坐标为赤經21h 27m 54.2s，赤緯+22° -20.29′ 9″。